# Josef Theodor Erb
Josef Theodor Erb (* 1874 in Volkach, Bayern; † 1934) war ein Schweizer Geologe, Erdölpionier und Manager. Als erster Chefgeologe der Royal Dutch Shell trug er massgeblich zur Entwicklung der angewandten Erdölgeologie im frühen 20. Jahrhundert bei. Er war ein bedeutender Vertreter der ersten Generation von Schweizer Geologen, die weltweit für internationale Erdölunternehmen tätig waren.

## Herkunft
Josef Theodor Erb wurde 1874 in Volkach (Bayern) geboren und wuchs in der Schweiz, in Aarau, auf. Er studierte unter Albert Heim (1849–1937) Naturwissenschaften an der ETH Zürich. Im Anschluss arbeitete er als Assistent an der Universität Zürich bei Ulrich Grubenmann (1850–1924).
1899 promovierte Erb mit der Arbeit «Die vulkanischen Auswurfsmassen des Hegaus». In dieser Zeit war er zudem als schlecht bezahlter Lehrer am Institut Concordia in Zürich tätig. Erst das Angebot der Royal Dutch Petroleum Company zur Mitarbeit in Niederländisch-Ostindien beendete diese Phase seiner Laufbahn und eröffnete ihm den Weg in die Erdölgeologie.

## Tätigkeit
Im Jahr 1900 trat Josef Erb eine Stelle bei der Royal Dutch Petroleum Company an und wurde nach Süd-Sumatra entsandt. Die Region war Teil des niederländischen Kolonialgebiets in Südostasien, wo Erdölvorkommen auf Java, Sumatra und Borneo erst teilweise erschlossen waren. Erbs erste Einsätze führten ihn nach Palembang und später nach Nord-Sumatra, wo er unter anderem mit dem Schweizer Geologen Hans Hirschi (1876–1964) zusammenarbeitete.
Erb gehörte zur ersten Generation akademisch ausgebildeter Geologen im Dienst von Royal Dutch Shell. Im Gegensatz zur bis dahin üblichen Orientierung an oberflächlichen Ölspuren setzte er auf strukturierte Kartierungen und Geländeanalysen. Diese Vorgehensweise trug massgeblich zur Professionalisierung der Exploration im Unternehmen bei.

## Wissenschaftliche Weiterbildung und internationale Einsätze
Aufgrund einer Malariaerkrankung kehrte Erb 1903 nach Europa zurück. Er nutzte diese Zeit zur Weiterbildung an der Technischen Hochschule Charlottenburg (heute TU Berlin). Anschliessend war er für die Royal Dutch Petroleum Company in Rumänien tätig, wo er unter anderem Konzessionen verhandelte und als Sekretär des Internationalen Petroleum-Kongresses in Bukarest 1906 amtierte.

## Aufstieg zum Chefgeologen der Royal Dutch Shell
Mit seiner Ernennung zum ersten Chefgeologen der Royal Dutch Shell übernahm Josef Erb die Leitung der neu geschaffenen Zentralstelle für Geologie und rückte ins Management des Konzerns auf. Die Abteilung befasste sich zunächst mit der Erschliessung neuer Felder und später mit der geologischen Optimierung bestehender Fördergebiete.
Erb war für Konzessionsverhandlungen, die Auswahl neuer Explorationsstandorte und die Koordination der Feldgeologen verantwortlich. Wissenschaftlich trat er in dieser Phase kaum mehr hervor, da Publikationen nicht gestattet waren. Trotz seiner Funktion blieb er viel auf Reisen – unter anderem in Nordamerika (Oklahoma), Ägypten, Galizien, Russland, Mexiko und immer wieder in Sarawak.

## Arbeit in Miri–Sarawak (Borneo)
Ein besonders prägendes Kapitel seiner Karriere war seine Arbeit in der Region Miri–Sarawak (heute Malaysia). Dort führte Erb ab 1910 erste systematische Kartierungen durch und wählte die Standorte für Explorationsbohrungen aus. Die Bohrungen wurden mit einer von Erb eingeführten Technik durchgeführt, die sich an traditionellen chinesischen Solebohrmethoden orientierte.
Die dortigen Erdölaustritte waren zwar bekannt, doch Erb war der erste, der auf der Grundlage geologischer Strukturen und ohne sichtbare Oberflächenanzeichen Bohrstellen bestimmte – ein Novum zu dieser Zeit. Die Bohrungen in Miri waren erfolgreich und führten zur raschen wirtschaftlichen Entwicklung des einst unbedeutenden Fischerdorfs. Insgesamt wurden in den Folgejahren 46 Bohrungen in diesem Gebiet durchgeführt, bevor das Feld 1972 erschöpft war.

## Unternehmensleitung und späte Jahre
Im April 1921 wurde Erb zum Direktor (Managing Director) von Royal Dutch Shell ernannt. Er war damit einer der wenigen Naturwissenschaftler, die in die höchste Führungsebene eines internationalen Konzerns aufstiegen.
Auch als Direktor war Erb weiterhin regelmässig im Feld tätig. Er bereiste unter anderem Mexiko, Venezuela, Borneo und Rumänien und blieb in engem Kontakt mit den operativen Teams.
Eine seiner zentralen Leistungen bestand darin, den Grundstein für die bis heute bestehende starke Repräsentation von Schweizer Geologen bei Shell zu legen.

## Persönlichkeit und Familie
Zeitgenossen beschrieben Josef Erb als fachlich brillant, zäh, pragmatisch und humorvoll. Der britische Shell-Geologe Arthur H. Noble, der 1912 unter seiner Leitung in Mexiko arbeitete, schilderte ihn als «Schweizer von mittlerer Grösse, untersetzt, zäh, unerschrocken in schwierigen Situationen».
Josef Erb war verheiratet und hatte zwei Kinder. Im Jahr 1921 wurde ihm mit seiner gesamten Familie das niederländische Bürgerrecht verliehen.

## Tod
Nach gesundheitlichen Problemen trat Erb 1929 von seinem Posten als Managing Director zurück, blieb jedoch bis zu seinem Tod 1934 Mitglied des Verwaltungsrates von Royal Dutch Shell. Ab 1931 war er zudem Vorsitzender der Geologisch-Mijnbouwkundig Genootschap voor Nederland en Koloniën, einer der wichtigsten geowissenschaftlichen Vereinigungen im niederländischen Sprachraum.
Sein Wunsch, sich nach dem Rückzug aus dem Management verstärkt wieder der wissenschaftlichen Arbeit in der Schweiz zu widmen, blieb unerfüllt.